# Spencer Wilding
Spencer Wilding, né le 26 juillet 1972 à Saint-Asaph (Pays de Galles), est un acteur britannique.
Par son imposante carrure, il est spécialisé dans des rôles de monstres, comme dans La Colère des Titans, ou de personnages violents comme dans Les Gardiens de la galaxie[réf. souhaitée] ou intimidants comme dans Rogue One: A Star Wars Story de Gareth Edwards où, en 2016, il incarne Dark Vador. Il est le quatrième acteur à prêter sa silhouette à ce personnage, après David Prowse, Bob Anderson et Hayden Christensen.

## Filmographie partielle
Sauf indication contraire, les informations mentionnées dans cette section peuvent être confirmées par la base de données cinématographiques IMDb,  présente dans la section « Liens externes ».
Cinéma
- 2005 : H2G2 : Le Guide du voyageur galactique (The Hitchhiker's Guide to the Galaxy) de Garth Jennings : un soldat
- 2005 : Batman Begins de Christopher Nolan : un membre de la ligue des ombres
- 2005 : Beowulf, la légende viking (Beowulf and Grendel) de Sturla Gunnarsson : le père de Grendel
- 2006 : Eragon de Stefen Fangmeier : Razac #1
- 2007 : Stardust, le mystère de l'étoile (Stardust) de Matthew Vaughn : un pirate
- 2007 : À la croisée des mondes : La Boussole d'or (The Golden Compass) de Chris Weitz : le géant gitan
- 2011 : Harry Potter et les Reliques de la Mort - 2e partie (Harry Potter and the Deathly Hallows) de David Yates : le chevalier de Poudlard
- 2012 : Ghost Rider 2 : L'Esprit de vengeance (Ghost Rider: Spirit of Vengeance) de Mark Neveldine et Brian Taylor : Grannik
- 2012 : La Colère des Titans (Wrath of the Titans) de Jonathan Liebesman : le Minotaure
- 2013 : Trance de Danny Boyle : un voleur des années 1960
- 2014 : Les Gardiens de la galaxie de James Gunn : le méchant garde
- 2014 : La Légende d'Hercule (The Legend of Hercules) de Renny Harlin : Humbaba
- 2015 : Docteur Frankenstein : Prométhée, la créature de Frankenstein (rôle partagé avec Guillaume Delaunay)
- 2016 : Rogue One: A Star Wars Story de Gareth Edwards : Dark Vador (silhouette uniquement)
- 2023 : Donjons et Dragons : L'Honneur des voleurs de Jonathan Goldstein et John Francis Daley : Gorg

Télévision
2011 : Game of Thrones, saison 1 épisode 1 : un marcheur blanc
- 2016 : Class, épisode The Metaphysical engine, or what Quill did de Wayne Yip (de) : Quill Goddess